# Agyi érkatasztrófa

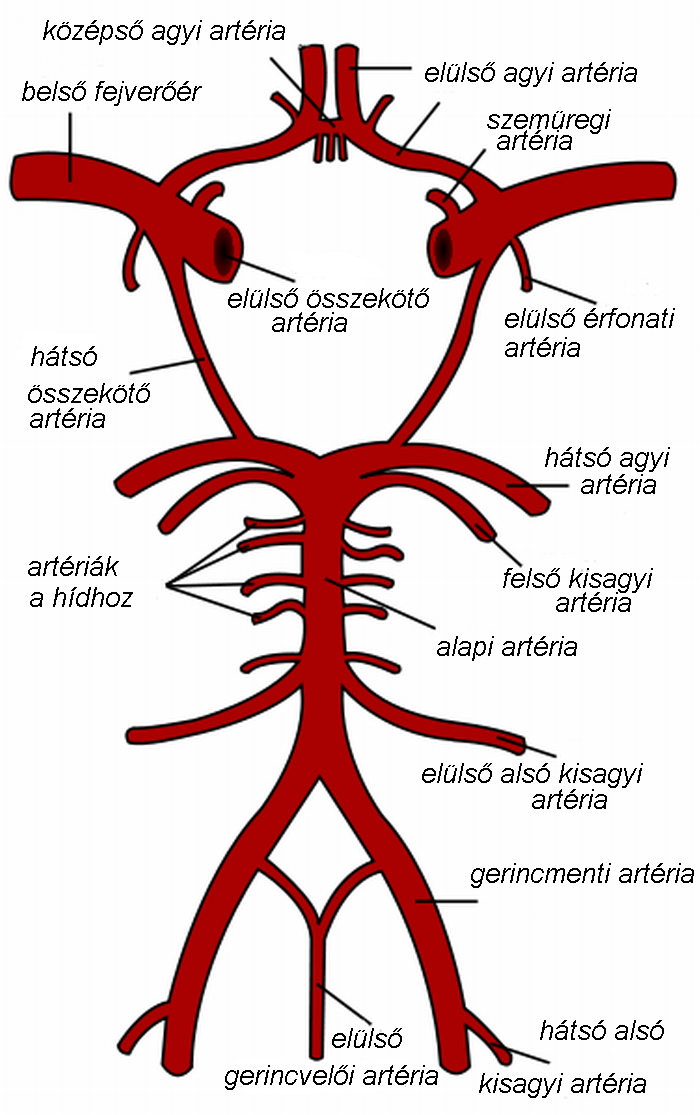
Willis-féle agyalapi artériás gyűrű

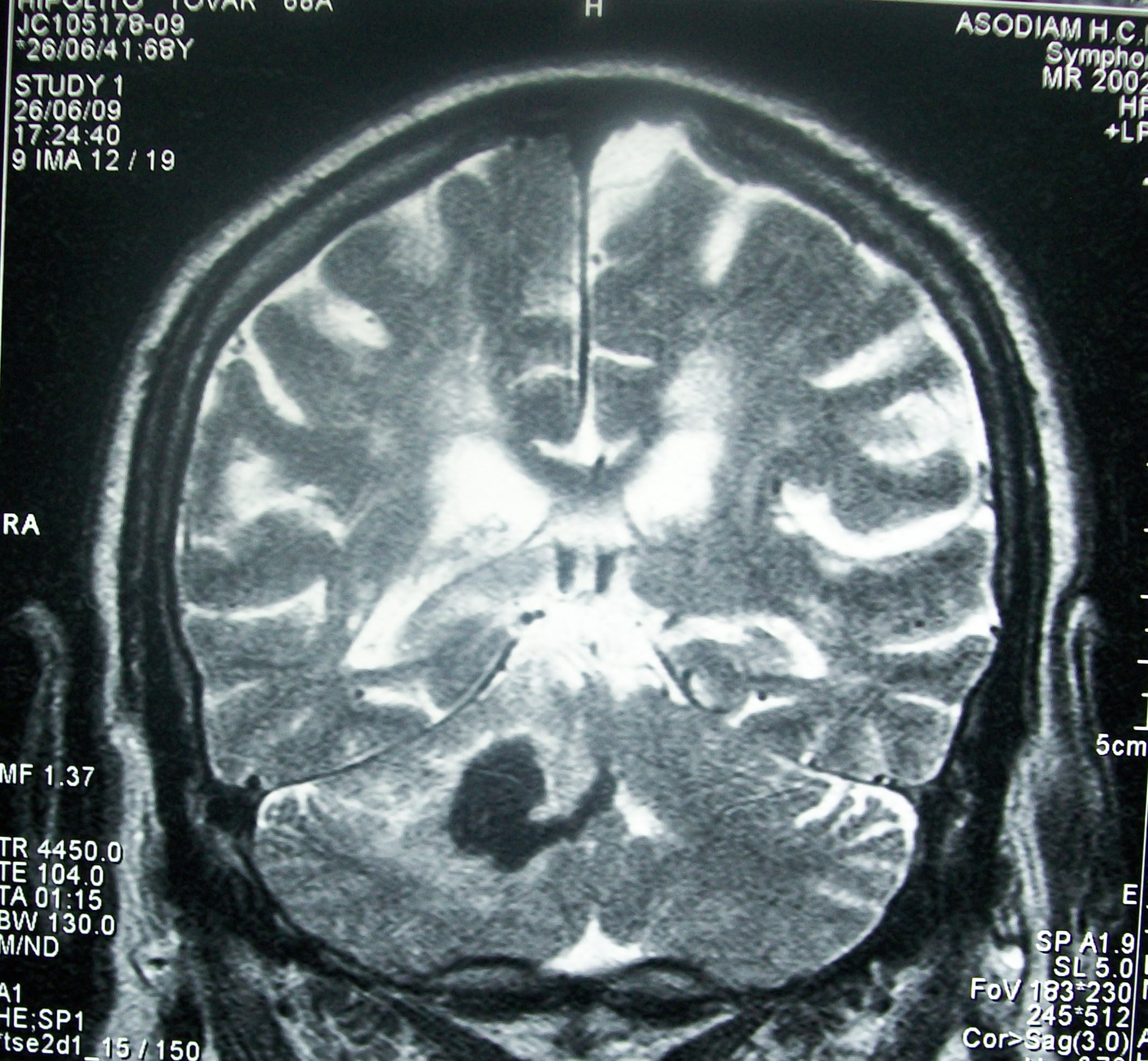
Sztrók MRI felvételen

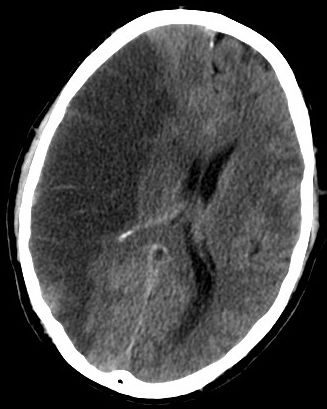
CT kép az agy egyik szeletéről, amelyen a jobb agyfélteke ischemiás károsodása látható (a képen a bal oldalon)

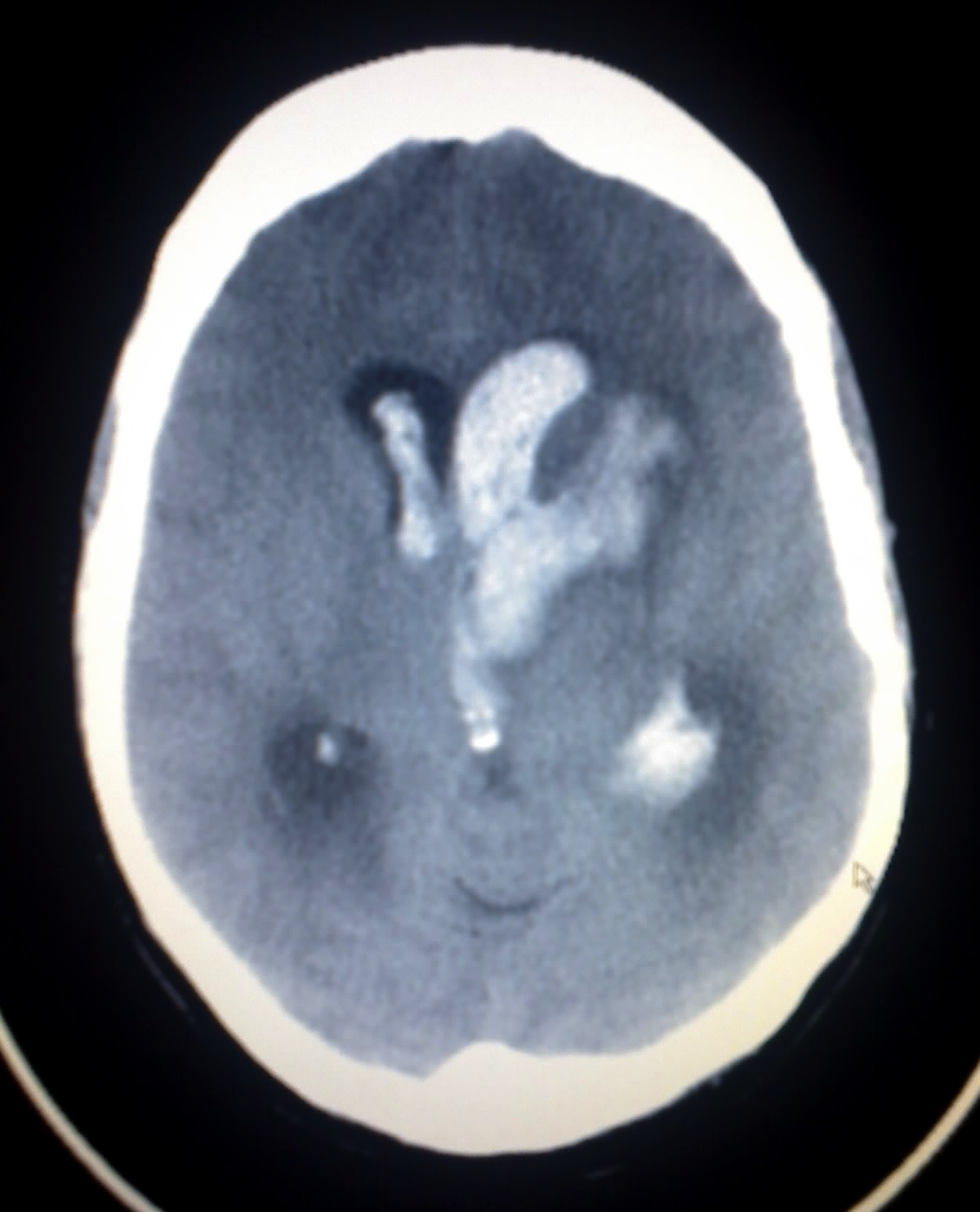
Agykamrákra is kiterjedő intracerebrális vérzés CT képe

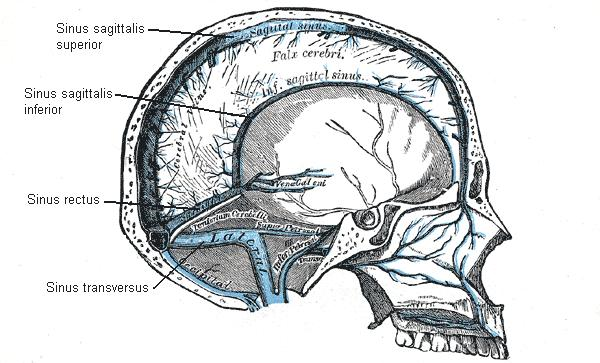
Agyi vénás szinuszok

Az akut agyi érkatasztrófa, a köznapi nyelvben gutaütés, szélütés, sztrók az agy – oxigéndús vérrel való ellátásának (sokszor katasztrofális) lelassulásából (iszkémia) eredő – működészavara, ami a vérellátó erek „atherosclerosis”, vagyis érelmeszesedés okozta eldugulásának, vagy az ezáltal megkeményedett véredényfal megreped(ez)ésének következményeként állhat elő. A gyors beavatkozás nélkül akár bénuláshoz vagy halálhoz is vezető tünetegyüttesnek két fő fajtáját különböztetjük meg: az első – és gyakoribb – lehetőség az agyat oxigéndús vérrel ellátó véredény eldugulása például trombózis vagy verőér-embolizáció következtében, a másik lehetséges ok pedig érfalrepedés okozta vérzés. Az eltérő okok közötti különbségtételhez szükséges pontos orvosi diagnózis vagy differenciáldiagnózis. Eredményére azonban egy érkatasztrófa tünetei (vagyis mozgás- vagy érzésképtelenség a test egyik oldalán, beszédzavar, értelemzavar, szédülés, látásvesztés stb.) megjelenése esetén nem várhatunk, mert a bénulás vagy a halál bekövetkezésének elkerülése céljából minden perc számít. A betegnek sürgős orvosi beavatkozásra van szüksége, ami 3-4 óránál tovább nem várhat. A legfontosabb teendő – a beteg nyugalmi helyzetbe tételével egyidejűleg – a mentők értesítése, hogy a beteg a lehető leghamarabb megfelelő kórházi ellátásban részesülhessen.
A hirtelen beállott balesetet, amit a köznapi nyelvben agyszélhűdés, agyinfarktus, agyvérzés néven, vagy angol eredetű szóval (stroke) sztrókként is ismernek, késedelem nélkül kezelni kell, mert ezzel az érkatasztrófa túlélési esélyét javíthatjuk.

## Az agy vérellátása
Az agyat és az agytörzset a belső fejverőerek (arteria carotis interna) és a gerinc menti verőerek (arteria vertebralis) látják el artériás vérrel. A nagy artériás törzsek a koponyába belépés után az agyalapon összekötő ágak közvetítésével egy artériás anasztomózis gyűrűt alakítanak ki: Willis-féle circulus arteriosus. Ebből erednek a különböző területeket ellátó nagyobb ágak. Az agykérget ellátó nagyobb artériák között még vannak összeköttetések, de az agy állományába belépő ágak már végartériák. Az agy vénás vérét a belső és felszíni vénák és a vénás öblök (sinus durae matris) gyűjtik össze. Ezekből a vér a belső nyaki visszereken vezetődik el.

## Agyi érkatasztrófa tüneteinek áttekintése
Az akut agyi érkatasztrófa legtöbbször a reggeli-délelőtti órákban alakul ki, az esetek többségében a következő fenyegető tünetei és előjelei lehetnek:
- átmeneti látásvesztés az egyik szemen,[4]
- kettős látás, látótérkiesés,[4]
- beszédmegértési zavarok,[5]
- szóformálási nehézségek (afázia),[5]
- zavartság, szédülés, fejfájás,[5]
- hirtelen fellépő eszméletvesztés.[5]

Ezek a tünetek lehetnek múló jellegűek vagy maradandóak, és együtt vagy külön-külön is előfordulhatnak.

## Kezelése
A tünetek észlelésétől az akut ellátásig:
Az esetek egy részében az akut agyi érkatasztrófa bizonyos előjelekkel jelentkezik, ilyen például rövid, átmeneti agyi működészavar. A már bekövetkezett katasztrófa tüneteiből következtetni lehet, hogy az agy mely része károsodott, ezért különösen fontos, hogy a veszélyeztetettek ismerjék és felismerjék ezeket, és a tünetekről mindenképpen tájékoztassák a kezelőorvost.
Az akut agyi érkatasztrófa utáni első órák a túlélés és a maradandó károsodások elkerülése szempontjából kritikusak, ezért már a katasztrófa gyanúja esetén is azonnal mentőt kell hívni. Minél előbb kórházba kerül a beteg, annál nagyobb esélye van a túlélésre és arra, hogy a lehető legkevesebb maradványtünettel gyógyuljon fel a betegségből.

## A diagnózis és vizsgálóeljárások
Az akut agyi érkatasztrófa tünetei – már a beteg megtekintése és fizikális vizsgálata során – nagyon sok fontos információval szolgálhatnak a kezelőorvosnak, hiszen ezek alapján könnyebb behatárolni az agy érintett részét és megállapítani azt, hogy melyik ér záródott el vagy sérült meg. A kezelőorvos ezt követően a beteg részletes testi és szellemi állapotfelmérését végzi el, majd részletes laboratóriumi vizsgálatok és EEG, esetleg MRI-vizsgálat készül.
Az agyat ellátó ereket ultrahang-berendezéssel (Doppler-ultrahang) vizsgálják. A vizsgálat során mérik az erekben a véráram sebességét, illetve mód nyílik az erek belső felszínén létrejött felrakódások („érelmeszesedéses plakk”) vizsgálatára.
A szívüregek, illetve a szívbillentyűk állapotát ultrahangos, echokardiográfiás vizsgálattal mérik fel, amely a mellkason keresztül és szükség szerint a nyelőcsövön keresztül történik, ennek során a billentyűk meszes lerakódásait, záródási rendellenességüket, esetleges szívüregben található rögöket és a szív teljesítményét tudják felmérni.
A keringészavar következtében létrejött agyállomány-sérülés képi megjelenítése számítógépes rétegvizsgálattal (CT), illetve mágneses magrezonanciás (MRI) vizsgálattal lehetséges. Az esetek nagy részében a károsodott terület kimutatható és nagysága jól becsülhető, valamint a kóreredetre (érelzáródásos vagy vérzéses) is fontos információkat nyerhetünk. Ez utóbbi vizsgálat segítségével az agyi nagyerek feltérképezése is elvégezhető (MR angiográfia=katéter nélküli érfestés) Az akut időszak után több esetben az agyerek betegségének további tisztázására digitális angiográfiát (katéter felvezetése perifériás éren keresztül) végeznek.

## Sürgősségi ellátása
Az akut agyi érkatasztrófát (stroke) szenvedett betegeket erre a célra kialakított sztrókosztályon vagy szükség szerint sztrók intenzív osztályon látják el. A betegeknél állandóan ellenőrzik a vérnyomást, a pulzusszámot, a légzésszámot és a folyadék-ion háztartást. A betegek agyi keringésjavító infúziós, illetve agyi infarktus esetében véralvadásgátló kezelésben részesülnek. Néhány esetben sebészi beavatkozással távolítják el a vért, illetve a vérbomlási termékeket, emellett, ha a nyaki nagyereken jött létre súlyos szűkület, ennek megoldása is sebészeti úton lehetséges.

## Kockázati tényezői
Életkor, magas vérnyomás, dohányzás, mozgásszegény életmód, cukorbetegség, táplálkozási vagy életmód anomáliák. Fejlődő országokban előfordulásának gyakorisága nagyobb.

## Agyi keringési zavarok következményei részletesen
Az agyon nyugalomban a vér nyugalmi perctérfogatának mintegy 15 százaléka áramlik át. Ez fiatal felnőttben, nyugalomban 54 ml/100 g/perc, a teljes agytömegre számítva ez mintegy 756 ml/perc. Az agy oxigénfogyasztása átlagosan 3,5 milliliter 100 gramm agyszövetre percenként, ami 49 ml/perc az egész agyat tekintve. Az artériás vér az agyat a két belső fejverőéren (arteria carotis interna) és a két gerinc menti verőéren (artéria vertebralis) keresztül éri el. Ez a két páros verőér az agy és a kisagy fő artériás vérellátója. A koponyába belépő artériák az agyalapon egy artériás anasztomózis gyűrűt (circulus Willisi) hoznak létre. Az elosztó artériák, az elülső középső és hátsó agyi artériák ebből a gyűrűből erednek, kifutnak az agy külső felszínére és anasztomozálnak egymással. A belőlük kiinduló ágak merőlegesen hatolnak be az agyba. Az agyállományban tovább ágazódnak, azonban itt már további anasztomózisok nincsenek (vagyis ezek már végartériák). Az agy felszínén lévő anasztomózisok azok, amelyek azt a kollaterális keringést biztosítják, ami életfontosságú, ha az artériák egyike betegség következtében elzáródik. Annak ellenére, hogy az utóbbi időben csökkent a cerebrovaszkuláris megbetegedések gyakorisága, ami a magas vérkoleszterolszint kezelésének és a magas vérnyomás igen erőteljes és hatásos kezelésének eredménye, mégis úgy becsülik, hogy az agyi érrendszer betegségei még mindig 50 százalékban felelősek a felnőtt korúak ideggyógyászati (neurológiai) osztályokra kerüléséért.

### Agyi vértelenség
Az agyi vérkeringés leállása agyi vértelenséget (agyi iszkémia) okoz. Amennyiben az agyi vérkeringés teljesen leáll, 5–10 másodpercen belül eszméletvesztés következik be. A visszafordíthatatlan agykárosodás az idegszövet pusztulásával gyorsan követi az agyi vérkeringés leállását. Azt állapították meg, hogy a neuronális működés körülbelül egy perc eltelte után megszűnik, és körülbelül négy perc múlva visszafordíthatatlan változások kezdődnek, bár ez az idő lehet hosszabb, ha a páciens teste lehűlt. A szívkoszorúér-elzáródás, szívinfarktus okozta szívmegállás a leggyakoribb oka ennek az állapotnak.

### Az agyi keringés leállása
Az agyi erek károsodásai igen gyakoriak a szív- és érrendszeri betegségekben, és a létrejövő idegrendszeri károsodás függ az elzáródott artéria méretétől, a kollaterális keringés állapotától és az érintett agyi területtől. A klinikai tanulmányok és anyagok halál utáni vizsgálata a figyelem középpontjába állították a közös fejverőér (arteria carotis communis), a belső fejverőér (carotis interna) és a gerinc menti verőér (arteria vertebralis) nyaki szakasza károsodásainak nagy gyakoriságát.

### Artériás tünetegyüttesek(arterialis syndroma)

#### Az elülső agyi verőér elzáródása
Ha az elülső agyi verőér (arteria cerebri anterior) elzáródás az elülső összekötő artériát (arteria communicans anterior) megelőző szakaszon következik be, a kollaterális keringés általában megfelelő a keringés fenntartásához. Az elülső összekötő artéria utáni szakaszon létrejövő elzáródások a következő panaszokat és tüneteket idézhetik elő:
- Ellenoldali testfél gyengesége (hemiparesis)[21] és féloldali érzéskiesés (hemianaesthesia), amely főleg a lábszáron és a lábon jelentkezik (paracentralis agykérgi lebenyke).
- A tárgyak helyes azonosítására való képtelenség,[22] és személyiségváltozások.[23]

#### A középső agyi verőér elzáródása
A középső agyi artéria (arteria cerebri media) elzáródása a következő panaszokat és tüneteket válthatja ki, de a klinikai kép változik az elzáródás helyének és a kollaterális (a fő érszakasszal egy irányba futó, annak felsőbb és alsóbb szakaszait összekötő mellékágak) mennyiségének megfelelően:
- Ellenoldali testfél gyengesége (hemiparesis)[21] és féloldali érzéskiesés (hemianesztézia), amely főleg az arcot és a kart érinti gyrus praecentralis et postcentralis[16]
- Beszédképtelenség,[24] ha a bal agyfélteke érintett (ritkán, ha a jobb agyfélteke érintett).
- Ellenoldali látótérfelek kiesése (a látósugárzás (radiatio optica) károsodása).
- Az éntudat zavara, ha a jobb agyfélteke érintett (ritkán, ha a bal agyfélteke érintett).[5]

#### A hátsó agyi verőér elzáródása
A hátsó agyi verőér (arteria cerebri posterior) elzáródás a következő panaszokat és tüneteket okozhatja, de a klinikai kép változik az elzáródás helyétől és a meglévő kollaterális anasztomózisoknak megfelelően:
- Az ellen oldali látótérfelek kiesése a maculáris látás bizonyos mértékű megkíméltsége mellett[21] (a károsodást a madársarkantyú-barázdával (fissura calcarina) határos kéreg vérellátásának kiesése okozza, ugyanakkor a macularis látás bizonyos megkíméltségét az, hogy a nyakszirti (occipitalis) pólusok kollaterális vérellátást is kap a középső agyi verőérből).
- A látottak felismerésének zavara[25] (a bal nyakszirti lebeny vértelensége (iszkémia) miatt).
- Az emlékezet romlása[26] (valószínűleg a halántéklebeny (lobus temporalis) mediális részének károsodása miatt).

#### A belső fejverőér elzáródása
A belső fejverőér (arteria carotis interna) elzáródás bekövetkezhet úgy, hogy panaszokat vagy tüneteket nem okoz, vagy pedig nagyfokú agyi iszkémiát okoz, a kollaterális keringés fejlettségétől függően. A panaszok és a tünetek azonosak a középső agyi artéria elzáródásánál előfordulókkal, beleértve az ellenoldali testfél gyengeségét (hemiparesis) és érzéskiesését (hemianesztézia). Részleges vagy teljes látáskiesés jelentkezik az azonos oldalon, de a maradandó látáskiesés ritka (ha a vérrög (embolus) levált részei a belső fejverőérből elérik a retinát a szem verőerén (arteria ophtalmica) keresztül).

#### A gerincmenti artéria és az alapi artéria elzáródása
Az arteria vertebralisok és az arteria basilaris a központi idegrendszernek minden hátsó koponyagödörben elhelyezkedő részét ellátják, és az arteria cerebri posteriorokon keresztül ellátják a mindkét oldali látókérget. A panaszok és a klinikai tünetek rendkívül változatosak, és az alábbiakra terjedhetnek ki:
- Azonos oldali fájdalom és a hőérzés kiesés az arcon és ellenoldali fájdalom és hőérzés kiesés a testen
- Féloldali látáskiesési rohamok vagy teljes kérgi vakság.[24]
- A garatreflex kiesése az azonos oldalon, nyelési zavar és rekedtség a nucleus nervi glossopharyngei [IX.] és a nucleus nervi vagi [X.] léziói következtében
- Szédülés, szemtekerezgés, émelygés, hányás
- Azonos oldali Horner-szindróma[27] (szemhéjcsüngés, pupillaszűkület, beesett szem; BNO: G9020)
- Azonos oldali mozgászavar (ataxia)[28] és más kisagyi tünetek
- Egyoldali vagy kétoldali gyengeség (hemiparesis/kétoldali paresis)[21]
- Kóma.[29]

## Az agyi vérkeringés zavarainak fő okai
Az agyi vérkeringés zavarait rendkívül nagyszámú körülmény okozhatja, és a legfontosabb körülmények a következő címek alatt tárgyalhatók:
1. a vérnyomás változásait kiváltó betegségek
2. az artériák falának betegségei, és
3. az artériák lumenének elzáródását okozó betegségek
4. a vénák ill. vénás öblök lumenének elzáródását okozó betegségek
5. a koponyaűri nyomásfokozódást okozó betegségek

### Koponyaűri vérzés
Koponyaűri vérzést eredményezhet trauma vagy agyi érkárosodás. 

#### Agyi vénák betegségei
Az agyi vénák betegségeit nem soroljuk a klasszikus sztrókhoz, de az agyi érbetegségekről szólva nem mellőzhetőek. Gyakoriságuk viszonylag alacsony (1%) alatt van. Megnő a veszélyük terhesség alatt, (11,4/100 000 terhesség). Leginkább a felső nagy vénás öbölben keletkező vérrög fordul elő. Következménye a megnövekedett koponyaűri nyomásfokozódás miatt végzetes lehet. A spontán vagy erőbehatás okozta (traumás) vérzések az Agyhártyák szócikkben szerepelnek.

## Kórjóslat/Prognózis
Az agyi érkatasztrófát túlélt páciensek 75%-ánál marad vissza olyan funkciózavar, amely a munkaképesség csökkenésével jár. Az agyi érkatasztrófa a pácienseket fizikálisan, mentálisan és érzelmileg befolyásolhatja, illetve a három tényező kombináltan is megjelenhet.

## Gyakorisága/Epidemiológia
Az agyi érkatasztrófa válhat hamarosan az általános vezető halálokká világszerte. Jelenleg a második leggyakoribb halálok a nyugati világban, a szívbetegségek után a rákot megelőzve, világszerte az elhalálozások 10%-ában ez a halálok.

### Megelőzése
A pitvarfibrilláció megszüntetése, a vérnyomás rendszeres ellenőrzése és karbantartása, a cukorbetegség kezelése, a dohányzás mellőzése, az érfalakat támogató, koleszterinszintet csökkentő gyógyszerek, a koleszterinszint rendszeres ellenőrzése. Sok zöldséget, gyümölcsöt és teljes kiőrlésű gabonakenyeret tartalmazó étrend, esetleg napi egy pohár jó minőségű vörösbor (tömény italok mellőzendők!), szükség szerint vitaminpótlás, folyamatos (ellenőrzött!) véralvadásgátló kezelés, hirtelen testi megerőltetések kerülése, rendszeres kimért testmozgás (séta), kánikulai időszakban hűvös helyiségben tartózkodás, nyári napsütés szigorú kerülése, rendszeres életvitel. Értágítás gyógyszeresen és/vagy érkatéteren keresztül.

### Gyógyítása
Amennyiben az időablak lehetővé teszi, a legnagyobb mértékű klinikai javulás az elzáródott érszakasz újbóli átjárhatóságának biztosításától várható. Ezt történhet a vérrög gyógyszeres oldásával (trombolízis), illetve a trombus eltávolításával érkatéteren keresztül (thrombectomia) vagy akár sebészi feltárással végzett műtéttel, a beszűkült érszakasz áthidalása saját szervezetből kivett ér vagy mesterséges érpótlás beültetésével. A következmények gyógyszeres és fizioterápiás kezelése. Értágítás gyógyszeresen vagy érkatéteren keresztül.

### Diaképek
- Stroke pictures slideshow.[41]